# Коэффициент стоячей волны

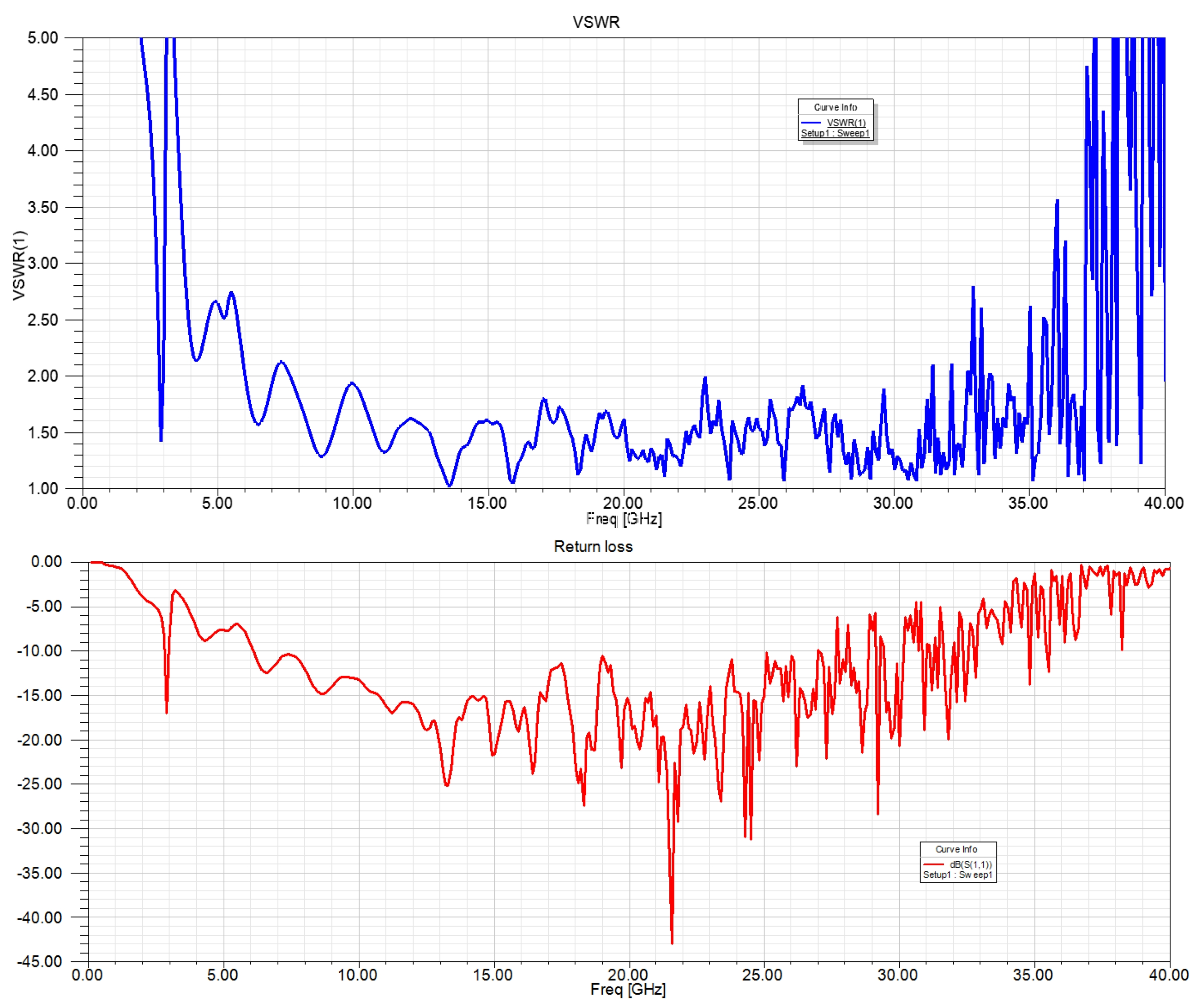
Пример расчёта коэффициента стоячей волны (VSWR) антенны в ANSYS HFSS

Коэффицие́нт стоя́чей волны́ (КСВ, от англ. standing wave ratio, SWR) — отношение наибольшего значения амплитуды напряжённости электрического или магнитного поля стоячей волны в пучностях линии передачи к амплитуде в узлах.
КСВ является мерой согласования нагрузки (например, антенны) с линией передачи (фидером). КСВ в линии передачи не зависит от внутреннего сопротивления источника электромагнитной волны (генератора) и (в случае линейной нагрузки) от мощности генератора. Значение КСВ в однородной линии передачи без потерь постоянно по всей длине линии передачи и не зависит от её длины. КСВ влияет на:
- КПД системы «линия передачи — нагрузка»;
- проводящую способность линии передачи;
- режим работы генератора.

## Связь с коэффициентом отражения
КСВ связан с модулем коэффициента отражения {\displaystyle |\Gamma |} в данном сечении линии передачи, эти две величины несут одинаковую информацию. Поскольку неравномерность распределения амплитуды волны вдоль линии обусловлена интерференцией («сложением и вычитанием») падающей и отражённой волн, то наибольшее значение амплитуды {\displaystyle A} волны вдоль линии (то есть значение амплитуды в пучности) составляет
{\displaystyle A_{\text{inc}}+A_{\text{ref}},}
а наименьшее значение амплитуды (то есть значение амплитуды в узле) составляет
{\displaystyle A_{\text{inc}}-A_{\text{ref}},}
где {\displaystyle A_{\text{inc}}} — амплитуда падающей волны (например, волны напряжения, тогда {\displaystyle A=U,} или волны тока, тогда {\displaystyle A=I}); {\displaystyle A_{\text{ref}}} — амплитуда отражённой волны.
Следовательно
{\displaystyle {\text{KCB}}={\frac {A_{\text{inc}}+A_{\text{ref}}}{A_{\text{inc}}-A_{\text{ref}}}}.}
Отсюда следует связь КСВ с модулем коэффициента отражения {\displaystyle |\Gamma |} по напряжению ({\displaystyle |\Gamma _{U}|=U_{\text{ref}}/U_{\text{inc}}}) или по току ({\displaystyle |\Gamma _{I}|=I_{\text{ref}}/I_{\text{inc}}}, {\displaystyle |\Gamma _{U}|=|\Gamma _{I}|)}:
{\displaystyle {\text{KCB}}={\frac {1+|\Gamma |}{1-|\Gamma |}}.}
- В режиме бегущей волны (в этом режиме линия передачи согласована с нагрузкой) отражённая волна отсутствует (то есть {\displaystyle A_{\text{ref}}=0}), {\displaystyle |\Gamma _{U}|=0} и КСВ = 1.
- В режиме смешанной волны ({\displaystyle A_{\text{ref}}\neq 0}) КСВ > 1.
- В режиме стоячей волны, когда {\displaystyle A_{\text{ref}}=A_{\text{inc}}} (то есть амплитуды отражённой и падающей волн равны), {\displaystyle |\Gamma _{U}|=1} и КСВ стремится к бесконечности.

В линии передачи без потерь с волновым сопротивлением {\displaystyle W,} нагруженной на чисто активную нагрузку с сопротивлением {\displaystyle R:}
- при {\displaystyle R>W} КСВ = {\displaystyle R/W;}
- при {\displaystyle R<W} КСВ = {\displaystyle W/R.}

Например, если линию передачи с волновым сопротивлением 50 Ом нагрузить на чисто активное сопротивление 100 Ом или 25 Ом, то КСВ в линии будет равен 2,0, при этом амплитуда волны в пучности будет превышать амплитуду волны в узле в два раза. На круговой диаграмме Вольперта — Смита линии постоянного КСВ — это концентрические окружности, центр которых совпадает с центром диаграммы (центру диаграммы соответствует значение КСВ = 1).
На практике КСВ широко применяется как характеристика качества согласования и для цепей с сосредоточенными параметрами, в которых в явном виде нет длинных линий. При этом указание значения КСВ тождественно указанию значения {\displaystyle |\Gamma |.} Например, фраза «значение КСВ по входу усилителя равно 2,0» означает, что значение модуля коэффициента отражения {\displaystyle |\Gamma |} по напряжению от входа усилителя при его подключении к генератору с чисто активным номинальным внутренним сопротивлением составляет {\displaystyle |\Gamma |\approx 0{,}33.} Или: фраза «значение КСВ антенны составляет 2,0» означает, что значение модуля коэффициента отражения {\displaystyle |\Gamma |} от входа антенны при её возбуждении генератором с внутренним сопротивлением, равным номинальному сопротивлению антенны, составляет {\displaystyle |\Gamma |\approx 0{,}33.} Это же означает, что при возбуждении антенны через линию передачи с волновым сопротивлением, равным номинальному сопротивлению антенны, КСВ в линии передачи вблизи антенны составит 2,0.

## КБВ, КСВН и другие коэффициенты
Величина КСВ обратна коэффициенту бегущей волны (КБВ), который в прошлом широко использовался на практике наряду с КСВ.
В линии передачи с Т-волной (например, в линии коаксиального типа) КСВ можно определить по напряжению (как отношение наибольшего вдоль линии значения амплитуды напряжения к наименьшему, на практике используется термин КСВ по напряжению (КСВН)). Аналогично в линии с Т-волной можно определить КСВ по току (как отношение амплитуд токов). Значения определённых таким образом КСВН и КСВ по току равны КСВ. Для линий передачи с другими типами волн, например, для диэлектрического или металлического волноводов, КСВН и КСВ по току ввести и использовать затруднительно либо невозможно.
При измерении амплитуды напряжённости поля или напряжения, необходимом для измерения КСВ, используются детекторные секции с диодами, имеющими в режиме слабого сигнала близкую к квадратичной вольт-амперную характеристику. Результат детектирования приблизительно пропорционален квадрату измеряемой амплитуды напряжённости поля или напряжения, то есть пропорционален мощности, ответвляющейся из линии передачи в детекторную секцию. В прошлом для упрощения обработки результатов измерений (чтобы не извлекать квадратный корень) вместо КСВ использовали отношение полученных таким образом оценок квадратов амплитуд (напряжённости поля в линии, напряжения между проводниками линии), которое приближенно равно квадрату КСВ. Такое отношение не вполне корректно называли «КСВ по мощности». Чтобы отделить «правильный» КСВ (отношение амплитуд напряжённости поля) от такого «КСВМ», до сих пор вместо КСВ широко используют термин КСВ по напряжению (КСВН) и обозначение КстU.
В зарубежной литературе используются следующие аббревиатуры:
- аббревиатуре КСВ соответствует аббревиатура SWR (от англ. standing wave ratio);
- КСВН и КстU — VSWR (от англ. voltage SWR);
- КСВ по току — ISWR (от фр. intensité de courant — сила тока и англ. SWR);
- КСВ по мощности — PSWR (от англ. power SWR).

Использование КБВ, КСВН, КСВ по току, КСВ по мощности ГОСТом не предусмотрено.

## Приемлемое значение КСВ
Желательно, чтобы значение КСВ в линии передачи было близко к единице, при этом максимален КПД системы «линия передачи — нагрузка», равный отношению мощности, выделяемой в нагрузке, к мощности падающей волны, отдаваемой генератором в линию передачи. Допустимые значения КСВ на рабочей частоте или в полосе рабочих частот для различных устройств регламентируются в технических условиях и ГОСТах. Обычно приемлемые значения КСВ лежат в пределах от 1,1 до 2,0. В волноводном тракте значения КСВ, как достижимые, так и практически имеющиеся, существенно ниже (лучше), чем в коаксиальном, и более предсказуемы.
Значение КСВ зависит от многих факторов, в частности:
- от соотношения между волновым сопротивлением линии передачи и сопротивлением нагрузки;
- от наличия неоднородностей в линии передачи, например, соединений, повреждений, изгибов малого радиуса;
- от качества разделки кабеля в высокочастотном соединителе (разъёме) линии передачи на стороне нагрузки.

Возрастание (то есть ухудшение) КСВ приводит к ухудшению КПД системы по следующим основным причинам:
- тепловые потери в самой линии передачи по сравнению со случаем КСВ = 1 возрастают (этот дополнительный рост потерь тем сильнее, чем выше погонное затухание в линии передачи);
- из-за рассогласования нагрузки с линией передачи (причина возрастания КСВ) снижается потребление нагрузкой мощности генератора (часто некорректно говорят об отражении мощности от нагрузки и её переносе отражённой волной с последующим поглощением в генераторе);

Однако эквивалентная схема выходной цепи активного прибора, работающего в нелинейном режиме (в частности с отсечкой тока) не является «соединением идеального источника тока J и неизменной комплексной проводимости G, c которой требуется согласовать нагрузку», поскольку значения J, G и колебательной мощности сложным образом меняются при изменении сопротивления нагрузки. Поэтому если в линии передачи, подключённой к «настроенному» (то есть отдающему в линию передачи максимальную мощность) генератору, изменяется (ухудшается или даже улучшается) КСВ, то генератор будет отдавать в линию передачи меньшую мощность. В связи с этим действует дополнительный фактор:
- изменяется режим работы активного прибора источника электромагнитной волны, что является негативным фактором, дополнительно снижающим выделение мощности в нагрузке. Частично этот фактор можно устранить размещением согласующего устройства («антенного тюнера») между генератором и линией передачи; однако при этом появляется новый источник потерь — само согласующее устройство, КПД которого убывает с ростом КСВ.

Возможны и другие последствия:
- пробой линии передачи или её расплавление в пучностях напряжения или тока;
- выход из строя мощного усилителя (транзистора) из-за выхода режима работы за допустимые пределы: возрастание тока или напряжения на выходном электроде может привести к пробою, возрастание рассеиваемой мощности — к перегреву; в диапазонах УВЧ и СВЧ для защиты активных приборов применяют невзаимные устройства — вентили и циркуляторы, не пропускающие отражённую от нагрузки волну к генератору, однако при продолжительной работе на рассогласованную нагрузку и они могут выйти из строя;
- возрастание неравномерности АЧХ тракта, что может проявляться, в частности, в искажении формы передаваемых коротких импульсов (длительность которых сравнима с временем распространения сигнала в линии передачи) и проявлении многократных переотражений коротких импульсов (длительность которых значительно меньше времени распространения сигнала в линии передачи, аналогично эффекту реверберации в акустике);
- самовозбуждение соединяемых между собой каскадов.

Для снижения КСВ и увеличения КПД нагрузка должна быть по возможности согласована с линией передачи (в данном случае условие согласования означает, что сопротивление нагрузки является чисто активным и равным волновому сопротивлению линии передачи). Если качество согласования неудовлетворительное, то применяют согласующие устройства, включаемые между линией передачи и нагрузкой или в линии передачи как можно ближе к нагрузке. Если КПД не является определяющим фактором, то могут использоваться согласующие аттенюаторы.

## Измерение КСВ
Прибор для измерения КСВ — КСВ-метр.
Прямой метод измерения КСВ основан на использовании измерительной линии, с помощью которой измеряются амплитуды напряжённости поля в пучности и узле. Этот метод исторически наиболее ранний.
Чаще КСВ измеряют косвенно с помощью рефлектометра с последующим пересчётом {\displaystyle |\Gamma |} в КСВ. В более сложных (многофункциональных, как правило — автоматических) измерительных приборах на основе рефлектометров измерение КСВ является одной из функций (наряду с измерением импеданса, комплексного коэффициента отражения, S-параметров, мощности). Шкала рефлектометра, предназначенного для измерения КСВ, может быть заранее проградуирована в единицах КСВ. Конструкции рефлектометров, используемых для измерения КСВ, разнообразны. Измерители (датчики) КСВ проходного типа встраиваются в линию передачи или размещаются на выходе радиопередатчика, они могут использоваться в упрощённом виде как часть схемы защиты радиопередатчика от рассогласования нагрузки.
При измерении КСВ следует учитывать следующее.
- КСВ определяется в установившемся режиме, когда прекратится переходный процесс в линии передачи, возникающий в момент включения генератора (волна распространяется по длинной линии от генератора в сторону нагрузки, частично отражается от неё, распространяется в обратном направлении к генератору, частично отражается от него и так далее). Это обстоятельство необходимо учитывать при планировании измерений КСВ с помощью рефлектометров, работающих во временно́й области.
- При измерении качества согласования потенциально нелинейной нагрузки следует учитывать, что результат может зависеть от мощности измерительного сигнала. Например, при измерении КСВ по входу усилителя входной импеданс активного прибора может зависеть от режима его работы и, в частности, от мощности измерительного сигнала. В таких случаях измерение следует проводить, используя измерительный сигнал со вполне определённой (номинальной) мощностью.
- В линии передачи с потерями модуль коэффициента отражения непрерывно убывает по мере удаления от нагрузки и приближении к генератору. Это объясняется тем, что как падающая, так и отражённая волны испытывают затухание. Поэтому в линии передачи с потерями КСВ имеет условный смысл[3]. Режим работы в такой линии можно характеризовать двумя значениями КСВ: около нагрузки и около генератора. Измерение КСВ на стороне генератора без учёта погонного затухания в линии передачи может привести к неверному заключению о высоком качестве согласования нагрузки с линией передачи и к завышенной оценке КПД системы «линия передачи — нагрузка».

Например, при использовании кабеля PK50-7-15 удельное затухание на частотах Си-Би (около 27 МГц) составляет 0,04 дБ/м, и при длине кабеля 40 м отражённый сигнал ослабнет на 3,2 дБ. Это приведёт к тому, что при значении КСВ вблизи антенны, равном 2,00, измеритель КСВ покажет значение 1,38 при КСВ у антенны 3,00 измеритель покажет около 1,63 и так далее.
- При измерении КСВ антенны без использования радиочастотной безэховой камеры результат измерения может быть неверным, если антенна принимает радиосигналы расположенных поблизости мощных источников, амплитуда которых на входе измерителя сопоставима с амплитудой отражённого от антенны измерительного сигнала. Эта проблема — не редкость в декаметровом и более длинноволновых диапазонах, где действующая высота полноразмерных антенн велика. Для ослабления указанного влияния повышают мощность генератора измерительного сигнала, включают в тракт частотные фильтры и применяют другие схемотехнические решения. Тем не менее, это не устраняет необходимости в безэховой камере, чтобы антенна не возвращала в измеритель собственный сигнал, отражённый от окружающих предметов.

Например, в отечественных панорамных измерителях КСВн и ослабления, таких как Х1-43, применялась амплитудная модуляция испытательного сигнала на частоте 100 кГц (отключаемая), а напряжение с детекторов проходило через узкополосный полосовой фильтр (отключаемый), что делало приёмные цепи селективными. Недостатком такого метода является снижение разрешающей способности измерителя по частоте, из-за того, что в каждой конкретной точке развёртки, передаётся (подаётся на испытуемое устройство) не спектрально чистый гармонический сигнал, а спектр шириной несколько сотен килогерц.
- Датчик КСВ на выходе радиопередатчика может давать неверные показания, если сигнал содержит недостаточно подавленные гармоники несущего колебания (например, из-за неверной настройки выходной колебательной цепи радиопередатчика) или иные побочные колебания.
- Измеритель КСВ рассчитывается на использование в тракте с определённым значением волнового сопротивления. Попытка измерить КСВ в тракте с иным значением волнового сопротивления даст неверный результат.

Например, проведение измерений КСВ в тракте с волновым сопротивлением 75 Ом с использованием КСВ-метра для тракта 50 Ом даст неверный результат.